# Armée de terre
Armée de terre er navnet på den franske hær og den ene af de fire dele som Frankrigs væbnede styrker består af. De tre andre er luftvåbnet, flåden og Gendarmerie nationale. Hæren ledes af stabschefen, som er ansvarlig overfor stabschefen for de væbnede styrker og forsvarsministeren, for at lede organisationen, for at uddanne og øve personellet, for indsættelsen og taktik og strategi i en krigssituation og for at planlægge for udvidelse og vedligeholdelse af hærens materiel.
Hæren har været fuldt professionel, siden man gik væk fra værnepligten i 2001 og bestod i 2010 af 123.000 aktive militærfolk (fraregnet Fremmedlegionen).

## Organisation
Hæren er organiseret i fem regioner: Île-de-France, Nordvest, Sydvest, Sydøst og Nordøst.
Derudover indgår der i hæren flere forskellige våbenarter:
- Marinetropperne
  - Marineinfanteriet
  - Marineartilleriet
- Pansertropperne
- Artilleriet
- Hærens flyvetjeneste
- Ingeniørkorpset
- Infanteriet
- Forsyningstropperne
- Telegraftropperne

Siden man i 1999 lavede en større omorganisering af hæren, består denne ikke længere af divisioner, men af brigader. Brigaderne er opstået på grundlag af (og har overtaget historien fra) de gamle divisioner. Således viderefører den 2. panserbrigade arven efter general Leclercs berømte 2. panserdivision.

## Overkommandoen for de franske landtropper
Overkommandoen for de fransk landtropper har kommandoen over tre korpsstabe, otte blandede brigader, seks specialiserede brigader og har den direkte kommando over følgende enheder:
- 132. Hundebataljon i Suippes
- 2. Dragonregiment NBC i Fontevraud
- 1. Kamphelikopterregiment (1. RHC) i Phalsbourg, der er udstyret med 22 Gazelle, 20 Puma og 14 Cougar
- 3. Kamphelikopterregiment (3. RHC) i Etain der er udstyret med 37 Gazelle og 16 Puma
- 5. Kamphelikopterregiment (5. RHC) i Pau, der er udstyret med 16 lette helikoptere Gazelle, 9 Tiger 16 Puma og 7 Cougar.

### Korpsene
Korpsene er oprettet for i givet fald at samle forskellige divisionelle formationer, i slagkraftige enheder. I maj 2012 var de tre korps:
- Det hurtige reaktionskorps (CRR Fr) i Lille
- 1. Korps i Besançon
- 3. Korps i Marseille

### 1. Mekaniserede brigadeiChâlons-en-Champagne
- 1. Spahiregiment (1. RS) i Valence med 48 AMX-10RC
- 1. Tirailleurregiment (1. RTir) i Épinal med 70 VBCI
- 1. Linieinfanteriregiment (1. RI) i Sarrebourg med 82 VAB og 25 VBL
- 1. Marineartilleriregiment (1. RAMa) i Laon udstyret med AMX 30 AuF1
- 3. Pionerregiment (3. RG) i Charleville-Mézières
- 1. Kommando og kommunikations kompagni (1. CCT) i Châlons-en-Champagne med 20 VAB
- 1. Opklaringseskadron (EEI N° 1) i Valence (tilsluttet til 1. RS)

### 2. Panserbrigade (Frankrig)iIllkirch
- 12. Kyrasserregiment i Olivet udstyret med 60 Leclerc kampvogne
- 501. Kampvognsregiment i Mourmelon-le-Grand udstyret med 60 Leclerc kampvogne
- Tchadiske marchregiment (RMT) i Meyenheim udstyret med AMX-10P og VAB
- 16. Fodjægerbataljon (16. BC) i Bitche udstyret med AMX-10P
- 1. Artilleriregiment i Bourogne udstyret med raketkastere. 1 bataljon.
- 54. Artilleriregiment i Hyères udstyret med Mistral. 1 bataljon.
- 40. Artilleriregiment (40. RA) i Suippes udstyret med 32 AMX 30 AuF1, 4 TRF1, 4 CAESAR og 16 120 mm mortérer. 1 bataljon.
- 13. Pionerregiment (13. RG) i Valdahon
- 2. Kommando og kommunikations kompagni (2. CCT) i Orléans med 22 VAB
- 2. Opklaringseskadron (EEI N° 2) i Olivet (tilsluttet 12. RC)

### 3. Mekaniserede brigadeiClermont-Ferrand
- 1. Marineinfanteriregiment (1. RIMa) i Angoulême med 48 AMX 10 RC, 30 VAB og 71 VBL
- 92. Linieinfanteriregiment (92. RI) i Clermont-Ferrand udstyret med VBCI og 29 VAB
- 126. Linieinfanteriregiment (126. RI) i Brive-la-Gaillarde udstyret med VAB og med VBL
- 68. Artilleriregiment (68. RAA) i camp de la Valbonne 32 AMX 30 AuF1 og 16 120 mm mortérer
- 31. Pionerregiment (31. RG) i Castelsarrasin
- 3. Kommando og kommunikations kompagni (3. CCT) i Clermont-Ferrand udstyret med VAB
- 3. Opklaringseskadron (EEI N° 3) i Angoulême (tilsluttet 1. RIMa)

### 6. Lette panserbrigadeiNîmes
- Fremmedlegionens 1. Kavaleriregiment (1. REC) i Orange med 48 AMX 10 RC
- Fremmedlegionens 2. Infanteriregiment (2. REI) i Nîmes med 135 VAB
- 21. Marineinfanteriregiment (21. RIMa) i Frejus udstyret med VAB
- 3. Marineartilleriregiment (3. RAMa) i Canjuers udstyret med 155 TRF1 (siden september 2006) og med 120 mm mortérer
- Fremmedlegionens 1. Ingeniørregiment (1. REG) i Laudun
- 6. Kommando- og kommunikations kompagni (6. CCT) i Nîmes udstyret med VAB
- 6. Opklaringseskadron (EEI n° 6) i Orange (4. Eskadron af 1. REC)

### 7. PanserbrigadeiBesançon
- 1. Beredne jægerregiment i Thierville-sur-Meuse med 60 Leclerc kampvogne, 60 VAB og 30 VBL
- 4. Dragonregiment i Carpiagne med 60 Leclerc kampvogne, 57 VAB og 31 VBL
- 35. Linieinfanteriregiment (35. RI) i Belfort udstyret med VBCI, med VAB og med VBL
- 152. Infanteriregiment (152. RI) i Colmar udstyret med VBCI
- 8. Artilleriregiment (8. RA) i Commercy udstyret med 120 mm mortérer (nedlagt i 2011)
- 40. Artilleriregiment i Suippes med 32 AMX, 30 AuF1, 4 TRF1, 4 CAESAR og 16 120 mm mortérer. 1 bataljon.
- 1. Artilleriregiment i Bourogne udstyret med raketkastere. 1 bataljon.
- 54. Artilleriregiment i Hyères udstyret med Mistral. 1 bataljon.
- 19. Pionerregiment (19. RG) i Besançon
- 7. Kommando og kommunikations kompagni (7. CCT) i Besançon
- 7. Opklaringseskadron (EEI N° 7) i Thierville-sur-Meuse (tilsluttet 1. RCh)

### 9. MarineinfanteribrigadeiPoitiers
- Marinekampvognsregiment (RICM) i Poitiers udstyret med AMX 10 RC
- 2. Marineinfanteriregiment (2. RIMa) i Champagné udstyret med VAB
- 3. Marineinfanteriregiment (3. RIMa) i Vannes udstyret med VAB
- 11. Marineartilleriregiment (11. RAMa) i Saint-Aubin-du-Cormier udstyret med 155 TRF1
- 6. Pionerregiment (6. RG) i Angers
- 9. Kommando- og kommunikations kompagni i Poitiers
- 9. Opklaringseskadron (EEI N° 9) i Poitiers (tilsluttet RICM)

### 11. FaldskærmsbrigadeiBalma
- 1. Faldskærmshusarregiment (1. RHP) i Tarbes, udstyret ERC 90 Sagaie, med VAB og med VBL
- 1. Faldskærmsjægerregiment (1. RCP) i Pamiers
- Fremmedlegionens 2. faldskærmsregiment (2. REP) i Calvi
- 3. Marinefaldskærmsregiment (3. RPIMa) i Carcassonne
- 8. Marinefaldskærmsregiment (8. RPIMa) i Castres
- 35. Faldskærmsartilleriregiment (35. RAP) i Tarbes
- 17. Faldskærmspionerregiment (17. RGP) i Montauban
- 1. Trænfaldskærmsregiment (1. RTP) i Toulouse
- 11. Faldskærms Kommando og kommunikations kompagni (11e CCTP) i Toulouse-Balma
- Brigaden har ikke nogen opklaringseskadron, men dets panserregiment (1. RHP) har en ERIAC (Opklarings- og panserværnseskadron).

### 27. BjerginfanteribrigadeiGrenoble
- 4. Jægerregiment (4. RCH) i Gap med 36 ERC 90 Sagaie, 20 VAB, 72 VBL og 6 helikoptere Gazelle
- 7. Bjergjægerbataljon (7. BCA) i Bourg-Saint-Maurice med 70 VAB og 12 véhicules de montagne blindés VMB
- 13. Bjergjægerbataljon (13. BCA) i Barby udstyret med VAB
- 27. Bjergjægerbataljon (27. BCA) i Cran-Gevrier udstyret med VAB
- 93. Bjergartilleriregiment (93. RAM) i Varces
- Fremmedlegionens 2. Ingeniørregiment (2. REG) i Saint-Christol
- 27. Bjergkommando- og kommunikations kompagni i Varces
- Brigaden har ikke nogen opklaringseskadron, men dets panserregiment (4. RCH) har en ERIAC (Opklarings- og panserværnseskadron).

### Kommunikations og kommandobrigade(BTAC) iDouai
- 28. Telegrafregiment (28. RT) i Issoire
- 40. Telegrafregiment (40. RT) i Thionville
- 41. Telegrafregiment (41. RT) i Douai
- 48. Telegrafregiment (48. RT) i Agen
- 53. Telegrafregiment (53. RT) i Lunéville

### EfterretningsbrigadedeHaguenau
- 2. husarregiment (2. RH) i Haguenau
- 28. Kartografigruppe (28. GG) i Haguenau
- 44. Telegrafregiment (44. RT) i Mutzig
- 54. Telegrafregiment (54. RT) i Haguenau
- 61. Artilleriregiment (61. RA) i Chaumont udstyret med droner (SDTI)

### SpecialstyrkebrigadeiPau
Denne brigade, der består af specialstyrker, er stillet til rådighed for Specialstyrkernes operative kommando (COS) :
- 1. Marinefaldskærmsregiment (1. RPIMa) i Bayonne
- 13. Faldskærmsdragonregiment (13. RDP) i Martignas-sur-Jalle
- 4. Specialstyrkehelikopterregiment (4. RHFS) i Pau

### 1. LogistikbrigadeiMontlhéry
- 121. Trænregiment (121. RT) i Linas-Montlhéry
- 503. Trænregiment (503. RT) i Nîmes
- 511. Trænregiment (511. RT) i Auxonne
- 515. Trænregiment (515. RT) i Brie-La Braconne
- 516. Trænregiment (516. RT) i Toul
- 519. Maritime transport gruppe i Toulon
- Sanitetsregiment (RMED) i La Valbonne
- Kampstøtteregiment (RSC) i Toulouse

## Vedligeholdelse af udstyr(SMITer, ex DCMAT) iSatory
- 2. Materielregiment (2. RMAT) i Bruz
- 3. Materielregiment (3. RMAT) i Muret
- 4. Materielregiment (4. RMAT) i Nimes
- 6. Materielregiment (6. RMAT) i Besancon
- 7. Materielregiment (7. RMAT) i Lyon
- 8. Materielregiment (8. RMAT) i Mourmelon
- 5. Materielvedligeholdelsesbase (5. BSMAT) i Draguignan
- 9. Køretøjsvedligeholdelsesbataljon (9. BSAM) i Montauban
- 12. Materielvedligeholdelsesbase (12. BSMAT) i Salbris
- 13. Materielvedligeholdelsesbase (13. BSMAT) i Clermont-Ferrand
- 15. Materielvedligeholdelsesbase (15. BSMAT) i Phalsbourg (Opløses 2012-2014)

## Fransk-tyske brigadeiMüllheim(Tyskland)
Franske bidrag:
- 3. husarregiment i Metz
- 110. Linieinfanteriregiment (110. RI) i Donaueschingen (Tyskland)
- Kommando- og vedligeholdelsesbataljon i Müllheim (Tyskland)

Disse to enheder er de sidste dele af de tidligere franske enheder i Tyskland.

## Oversøiske enheder
De oversøiske enheder består af landstyrker, der er udstationeret i udlandet (efter aftaler om militært samarbejde) og i Frankrigs oversøiske territorier.

### FFDJ (De franske styrker i Djibouti)
- 5. régiment interarmes d’outre-mer (5. RIAOM) i Djibouti udstyret ERC-90 Sagaie, med TRF1 og med Mistral jord til luft-missiler

- Détachement ALAT (DETALAT)

### FFG (De franske styrker i Gabon)
- 6. Marineinfanteribataljon (6. BIMa) i Libreville udstyret med ERC 90 Sagaie
- détachement ALAT udstyret med 4 puma

### EFS (Det franske element i Sénégal)
Les « Forces françaises du Cap Vert » ont été dissoutes le Skabelon:1er août 2011, elles sont remplacée par les Skabelon:Abréviation discrète, commandées par un officier général de l'Armée de terre og comprenant un état-major interarmées. La composante Armée de terre des Skabelon:Abréviation discrète se limite à une unité de coopération régionale (UCR), soit moins d'une centaine de personnes.

### FAG (De franske styrker i Fransk Guyana)
- Fremmedlegionens 3. Infanteriregiment (3. REI) i Kourou
- 9. Marineinfanteriregiment (9. RIMa) i Cayenne

### FAA (De franske styrker i Antillerne)
- Détachement Terre Antilles/33. RIMa på Martinique og på Guadeloupe

### FAZSOI (De franske styrker i den sydlige del af det indiske ocean)
- 2. Marinefaldskærmsregiment (2. RPIMa) i Saint-Pierre, Réunion
- Fremmedlegionens detachement i Mayotte (DLEM) i Mayotte

### FANC (De franske styrker i Ny Kaledonien)
- Régiment d'Infanterie du Pacifique - Nouvelle-Calédonie (RIMaP-NC) i Nouméa

### FAPF (De franske styrker i Fransk Polynesien)
- Détachement Terre de Polynésie (DTP/Rimap-p) i Papeete, (Tahiti)

### IMFEAU (Implantation militaire française aux Émirats arabes unis)
- Fremmedlegionens 13. demi-brigade (13. DBLE) i Abu Dhabi udstyret med VAB, VBCI, og Caesar kanoner.

## Andre enheder

### Trænings- og uddannelsesenheder
- 1. jægerregiment d'Afrique (1. RCA) i Canjuers
- Fremmedlegionens 4. Regiment (4. RE) i Castelnaudary
- 17. Artilleriregiment (17. GA) i Landes

### Enheder med elektronisk krigsførelse
- 785. Elektroniske krigsførelseskompagni (785. CGE) i Orléans

### Unités du commissariat
Le 1, le Commissariat de l'armée de Terre est dissous suite à la création du service du commissariat des armées
- les GLCAT seront remplacés par un seul Régiment de soutien du combattant (RSC) implanté à Toulouse en 2011.

### Enheder udenfor brigaderne
- 25. Luftpionerregiment (25. RGA) i Istres
- Brand- og redningsbrigaden i Paris (BSPP) i Paris
- Unité d'Instruction og d'Intervention de la Sécurité Civile n°1 de Nogent-le-Rotrou
- Unité d'Instruction og d'Intervention de la Sécurité Civile n°5 de Corte
- Unité d'Instruction og d'Intervention de la Sécurité Civile n°7 de Brignoles
- 44. Linieinfanteriregiment (enhed til støtte for DGSE)

### Enheder til rådighed for stabschefen
- Fremmedlegionens 1. Regiment (1. RE) i Aubagne

| Militær | Spire Denne artikel om militær er en spire som bør udbygges. Du er velkommen til at hjælpe Wikipedia ved at udvide den. |